# Málaga en llamas
Málaga en llamas es un libro de memorias de la escritora estadounidense Gamel Woolsey, publicado originariamente con el título de Death's other kingdom (El otro reino de la muerte) en 1939. 

## Temática
Narra las ocho o diez primeras semanas de la guerra civil española en Málaga. 
Gamel Woolsey tenía 37 años cuando ocurren los hechos que dan origen al libro. Las memorias comienzan el atardecer del 19 de julio de 1936 y concluye al partir la autora a bordo de un destructor de la Armada de los Estados Unidos hacia Gibraltar y Lisboa. Los hechos tienen lugar antes de que el bando sublevado tome Málaga. Buena parte de la historia transcurre en Churriana, un barrio alejado del núcleo urbano de la ciudad. La lectura nos proporciona una visión de la vida cotidiana durante ese período de la guerra civil española. Es una crónica de los acontecimientos desde su propia experiencia y no una exposición de datos y fechas.

## Ediciones
La primera edición del libro en inglés, tuvo lugar a finales de 1939, cuando la escritora contaba cuarenta años de edad. Enseguida se descatologó, probablemente debido a que su publicación coincidió con el inicio de la II Guerra Mundial y el interés por todo lo referente a la guerra. Posteriormente, permaneció en poder de su esposo, el hispanista Gerald Brenan sin que volviera a ser recordado.
Zalin Grant, un escritor estadounidense que se hizo famoso gracias a un libro sobre la guerra de Vietnam, logró mediante la amistad que le unía con el cónyuge de la escritora ser el depositario de las poesías y las novelas de Woolsey, entre las cuales se encontraba Death's Other Kingdom, título tomado de un poema de T. S. Eliot y que originariamente tuvo el libro hasta que el propio Grant lo cambió en su edición por el de Malaga Burning. An American Woman's Eyewitness Account of the Spanish Civil War, traducido al español como Málaga en llamas. 
Fue este mismo escritor norteamericano quien se ocupó de su edición en Inglaterra y EE. UU., corrigiendo los errores tipográficos de la primera edición y procurándole un lugar destacado entre la literatura en inglés y la literatura de guerra. Según sus propias palabras, su labor consistió en hacer: «las correcciones imprescindibles para que la voz de Gamel Woolsey sonara intacta: tan pura y clara como un arroyo de Sierra Nevada».